# OFK Gradina Srebrenik
OFK Gradina ja bosanskohercegovački nogometni klub iz Srebrenika.
U sezoni 2011./12. osvojili su 1. ligu FBiH te se u narednoj sezoni natječu u Premijer ligi BiH. Igranjem u elitnom rangu nogometnih natjecanja u BiH ostvarili su najveći klupski uspjeh. Nakon samo jedne sezone ispali su iz Premijer lige.